# Holman Island Airport
Holman Island Airport (engelska: Ulukhaktok Airport, Holman Airport) är en flygplats i Kanada.   Den ligger i territoriet Northwest Territories, i den norra delen av landet, 3 600 km nordväst om huvudstaden Ottawa. Holman Island Airport ligger 35 meter över havet.
Terrängen runt Holman Island Airport är platt åt nordväst, men österut är den kuperad. Havet är nära Holman Island Airport åt sydväst. Runt Holman Island Airport är det mycket glesbefolkat, med 5 invånare per kvadratkilometer.. Närmaste större samhälle är Ulukhaktok, 3,2 km söder om Holman Island Airport.
Trakten runt Holman Island Airport består i huvudsak av gräsmarker.